# Jaïr
Pour les articles homonymes, voir Jaïr (homonymie) et Jair.
Jaïr (hébreu : יאיר), ou Yaïr (selon les versions), est un personnage du Livre des Juges.

## Présentation
Jaïr succède à Thola, il est juge d'Israël pendant 22 ans et appartient à la famille des Galaadites dont l'ancêtre est Galaad.
Originaire de la région de Galaad, il a 30 fils qui montent chacun un ânon et qui possèdent chacun une ville. Ces villes sont appelées Havvoth-Jaïr, ce qui signifie « douars » ou villages de tentes dans l'Ancien Testament. Il est enterré à Qamôn.
Après sa mort, les enfants d'Israël font encore ce qui déplaît à Dieu en rendant un culte à Baal et Astarté. De colère, Dieu les jette dans les mains des Philistins et des Ammonites. Jephté succède à Jaïr pour sauver les enfants d'Israël.